# William Hesketh Lever

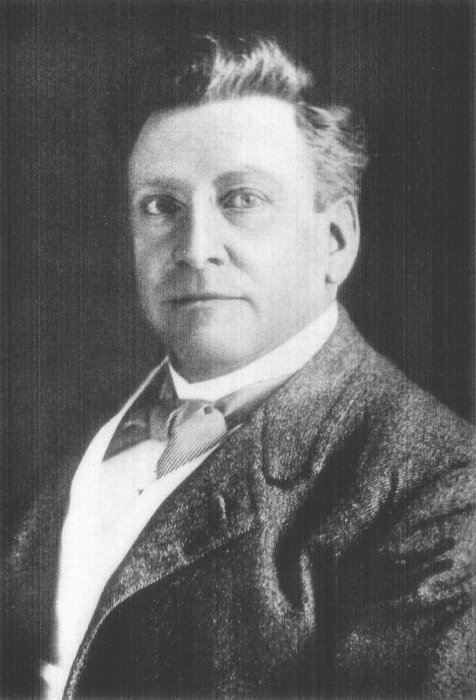
William Hesketh Lever

William Hesketh Lever, 1e burggraaf van Leverhulme (Bolton, 19 september 1851 – Hampstead, Londen, 7 mei 1925), was een Engelse industrieel en filantroop.
William Lever werd in 1851 geboren in Bolton, Lancashire, Engeland. Hij begon te werken in de kruidenierswarenfirma van zijn vader. Op 17 maart 1874 trouwde hij met Elizabeth Ellen Hulme. In 1886 begon hij samen met zijn broer James een zeepproducerend bedrijf onder de naam Lever Brothers (nu onderdeel van Unilever). Dit bedrijf was een van de eerste firma's die zeep maakte uit plantaardige palmolie, waarmee hij uiteindelijk een van de rijkste mensen in het Verenigde Koninkrijk werd.
Lever is ook bekend vanwege zijn initiatief om vanaf 1888 het modeldorp Port Sunlight in de Merseyside te bouwen, dat was bedoeld om de arbeiders van Lever Brothers op een moderne en hygiënische wijze te huisvesten. 
Hij werd Baron Leverhulme van Bolton-le-Moors op 21 juni 1917 en Burggraaf Leverhulme van de Buiten-Hebriden op 27 november 1922, waarbij hij hulme aan zijn naam toevoegde ter ere aan zijn vrouw. Hij kocht in 1917 de Hebriden-eilanden Lewis en Harris om de visindustrie daar op te bouwen, maar de projecten die hij daar begon gaven hem uiteindelijk weinig voldoening. Wel werd op het eiland Harris als dankbetuiging een plaats naar hem vernoemd: Leverburgh. William Lever overleed in 1925 aan een longontsteking, mogelijk als gevolg van zijn gewoonte om altijd halfbeschermd in de open lucht te slapen. Zijn begrafenis werd bijgewoond door 30.000 mensen.